# Torma Károly
Csicsókeresztúri Torma Károly (Kudu, 1829. október 13. – Porto d'Anzio, 1897. február 28.) bölcsészdoktor, régész, egyetemi tanár, országgyűlési képviselő, az MTA rendes tagja.

## Családja
Édesapja Torma József történész, édesanyja az erdélyi örmény nemesi Dániel család leszármazottja,  Dániel Jozefa. Testvére Torma Zsófia régész.

## Élete
Tanulmányait a besztercei piarista algimnáziumban, majd a kolozsvári líceumban végezte (1848), ahol jogot tanult. 1848-ban követi írnokként kísérte el apját az erdélyi országgyűlésre, majd a pesti nemzetgyűlésen lett írnok. Ezután Bem tábornoknál szolgált mint honvéd, eme pályafutását 1849. augusztus 26-án fejezte be a zsibói fegyverletételnél. Innentől bujdosásba kényszerült, megjárta a Kereki pusztákat, majd Biharban élő rokonaihoz került. Hazatérése után ő látta el a gazdasági ügyeket, mivel apja betegeskedett. 1853-ban vette át a csicsókeresztesi és kudui birtokait, ahol gazdálkodott és archaeológiával foglalkozott. 1855. január 25-én vette feleségül Szászvárosban vízszentgyörgyi Makray Sándor leányát, Makray Bertát. Frigyükből négy gyermek született, ezek közül kettő még gyermekkorában elhunyt. Torma Károly a gazdálkodással egyidejűleg közjoggal és régészettel is foglalatoskodott, ezidőtájt kezdte el gyűjteni az epigráfiai adatokat Dacia római kori történetéhez, valamint ásatásokat végzett Ilosván. 1857-ben látogatta meg csicsókeresztúri birtokán Theodor Mommsen német római jogász és ókortörténész, aki a berlini tudományos akadémia megbízásából utazott Erdélybe hogy az újabb epigráfiai kincset felkutassa, egyben Tormára is nagy hatással volt, újabb kutatásokra buzdította őt. 1861-ben megyei szolgabíró lett. 1861. december 20-án a Magyar Tudományos Akadémia levelező tagjává választotta, 1881. május 20-ától pedig rendes tagja lett. 1863-ban követként vett rész a szebeni országgyűlésen, és az 1865. november 20-ai kolozsvári országgyűlésen, mely az unió újfent kimondta. Az országgyűlést követően január 9-étől 1867 tavaszáig a magyar országgyűlésnek lett tagja Deák-párti képviselőként. Kinevezték Belső-Szolnok vármegye főispánjává, mely tisztet 1872-ig töltötte be. Ekkor újból képviselővé választották, így ismét Deák Ferenc bizalmasai között tudhatta magát, a képviselőházban mint alelnök tevékenykedett. 1875-ben egy időre visszavonult, 1876-ban viszont már a kolozsvári egyetemen tanított mint a közjog tanára. 1878-tól a budapesti egyetemen oktatott régészetet. Feltárta Aquincum romjait (1879-1887), megalapította az Aquincumi Múzeumot. Másfelől Dácia kutatásával és leírásával is foglalkozott. 1887-ben nyugdíjazták, ezután Rómába (majd Porto d'Anzióba) költözött. A Történelmi Társulat választmányának, a bécsi régészeti bizottságnak és a római archaeologiai intézetnek is tagja volt. Emlékbeszédet tartott róla Téglás Gábor a Magyar Tudományos Akadémián 1904. december 10-én. 1909-ben leplezték le emlékművét az aquincumi múzeum falán. Főmunkatárs volt Mommsen Dacia epigraphiájának összeállításában. Számos szakfolyóiratban publikálta értekezéseit (Ephemeris Epigraphica, Erdélyi Múzeum, Archaeologiai Értesítő, Arch.-epigr. Mittheilungen aus Oesterreich).

## Emlékezete

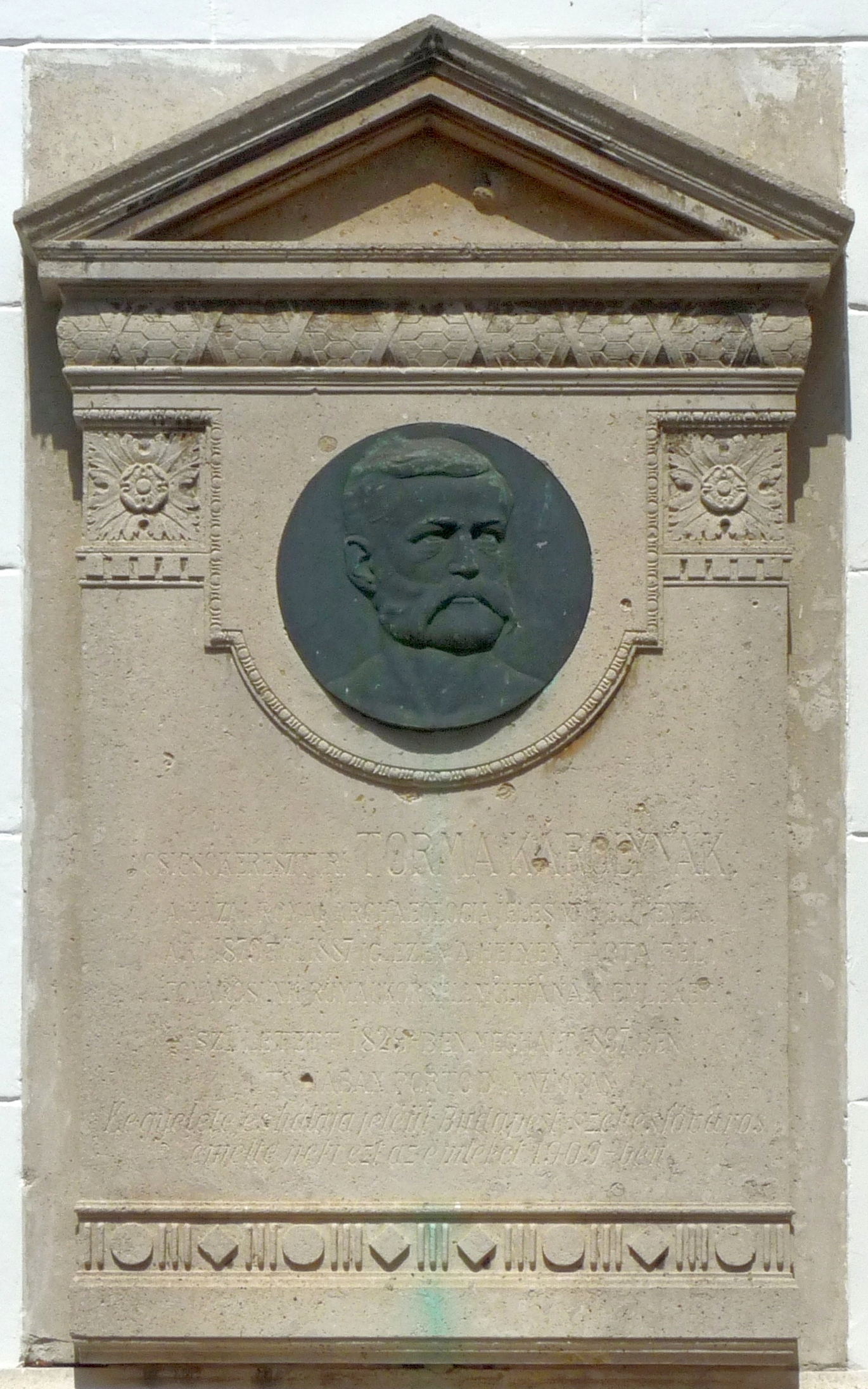
Emléktáblája az Aquincumi Múzeumban

- Budapest III. kerületében utca viseli a nevét.
- Gödöllőn egészségügyi központ viseli a nevét.

## Munkái
- Dacia fölosztása a rómaiak alatt. Kolozsvár, 1863. (Kül. ny. az Erdélyi Múzeum-egylet Évkönyvei II. kötetéből).
- Tizenkét római felirat Daciából. Uo. 1863. (Kül. ny. az Erdélyi Múzeumegylet Évkönyvei II. kötetéből).
- Zsögödi Mikó János naplójegyzetei. Uo. 1863.
- Római feliratok Erdélyből. Pest, 1865. (Kül. ny. az Archaeol. Közleményekből).
- Kornis György emlékezete 1585-1593. Kolozsvár, 1865. (Kül. ny. a Kolozsvári Közlöny 72-74. számaiból.).
- Adalékok éjszak-nyugati Dáczia föld- és helyiratához. 3 tábl. Bpest, 1864. Akadémiai székfoglaló. (Kül. ny. a M. Tudom Akadémia Évkönyveiből).
- Über einige Dacische Inschriften. Wien, 1865. (Kül. ny. a Mittheilungen der k. k. Central-Commission zur Erforschung und Erhaltung der Baudenkmale-ból).
- Késmárki Thököly Imre naplója 1676-1678. évekből Közli ... előszóval. Bpest, 1866. (Tört. Emlékek II. osztály Irók XVIII. kötet).
- Okmányok az 1607. és 1608. évek történetéhez. Uo. 1867. (Kül. ny. a Magy. Tört. Tár XIII. kötetéből).
- Adalékok Sarmizegetusa és Aquincum felirataihoz. Uo. 1874. (Kül. ny. az Archaeol. Értesítőből).
- Oklevelészeti naptár. Calendarium diplomaticum. A középkori, főleg hazai oklevelek meghatározására átdolgozta és összeállította Torma József. Szerző halála után kiadta. Kolozsvár, 1879.
- Neue Inschriften aus Dacien. Wien, 1879. (Kül. ny. az Archaeol-epigr. Mittheilungen aus Oesterreich-ből).
- A Limes Dacicus felső része. Bpest, 1880. (Értekezések  Tört. Tud. Köréből IX. 2.).
- Repertórium Dacia régiség- és felirattani irodalmához. Uo. 1880. (Latin czímmel is).
- Az aquincumi amphitheatrum északi fele. Uo. 1881. (Értekezések Tört. Tud. Köréből IX. 5.).
- Inschriften aus Dacia, Moesia superior und Pannonia inferior. Wien, 1882. (Kül. ny. az Archaeol.-epigr. Mittheilung-ből)
- Római cserépedény bélyegek és karczolatok. I., II. közlemény. Bpest, 1883. (Kül. ny. az Archaeol. Értesítőből).
- Pulszky Ferencz Albuma. Ötvenéves írói jubileumára 1834-1884. Két fényképpel és két táblával. Uo. 1884. (B. Nyári Jenővel, Henszlmann Imrével és Havas Sándorral).

### Cikkei
- A Kolozsvári Közlönyben:

1. 1856. Adatok Erdély történetéhez
2. 1861., 70., 74., 75. Archaeologiai levelek

- Az Erdélyi Múzeum Évkönyveiben:

1. I. 1861. A rómaiak nyoma Erdélyi északi részeiben,
2. II. 1862-63

- A Magyar orvosok és természetvizsgálók Munkálataiban:

1. 1864. A szamosújvárosi római fürdőkről

- A Hazánkban:

1. IV. 1885. Rettegi György emlékiratai 1718-1767.
2. X. 1888. Gróf Gyula Ferencz tábornok emlékiratai 1714-1784. hat közlés

- A Századokban:

1. 1885. Cserey Mihály írásai, Adversariák gróf Bethlen János históriájához
2. 1888. Czegei Vass József feljegyzései, Zsögödi Mikó János és Léczfalvi Gyárfás István, József és Elek feljegyzéseiből
3. 1889. Balassa Bálint ismeretlen költeményei
4. 1889. Tordamegye főispánjai, Belső-Szolnokmegye főispánjai

- A Történelmi Tárban

1. 1887. Kijegyzések három erdélyi család levéltár-lajstromából
2. 1891. Szaniszló Zsigmond naplói 1682-1711.